# مانو شاو

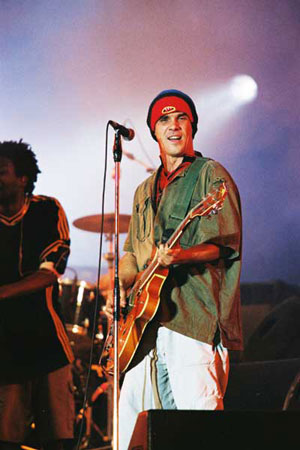
مانو شاو

مانو شاو (بالفرنسية: Manu Chao) (21 يونيو 1961 في باريس ، فرنسا) . مغني إسباني، من أب جاليقي و أم باسكية انه يغني بالإسبانية والفرنسية والبرتغالية والإنجليزية ، وأحيانا بلغات الأخرى. تشاو بدأ مهنته الموسيقية مع فرقة هوت بانتس ، والفرقة الفرنسية التي تجمع بين عدة أنماط الموسيقى واللغات. الموسيقي ثم تأسست الفرقة مانو نيجرا مع العديد من الأصدقاء في عام 1987 ، وأصبح بمفرده بعد أن حلت الفرقة.
غنى مع الفنان المتمرد و المعروف عالميا أمنازيغ كاتب في عدة مناسبات .

## روابط خارجية
- مانو تشاو على موقع IMDb (الإنجليزية)
- مانو تشاو على موقع الموسوعة البريطانية (الإنجليزية)
- مانو تشاو على موقع ألو سيني (الفرنسية)
- مانو تشاو على موقع ميوزك برينز (الإنجليزية)
- مانو تشاو على موقع رولينغ ستون (الإنجليزية)
- مانو تشاو على موقع إن إن دي بي (الإنجليزية)
- مانو تشاو على موقع أول ميوزيك (الإنجليزية)
- مانو تشاو على موقع ديسكوغز (الإنجليزية)
- مانو تشاو على موقع قاعدة بيانات الفيلم (الإنجليزية)